# Trafikregulering
Trafikregulering er regulering af trafik, almindeligvis bilister, cyklister og fodgængere. Trafikregulering kan være statisk, nemlig vejens udstyr, f.eks. skilte med hastighedsbegrænsning.
Trafikregulering kan også udføres af personel, der er bemyndiget hertil af Justitsministeren. Dette er primært Politiet, Militærpolitiet og Politihjemmeværnet samt særligt uddannede trafikofficials. Færdselsloven bestemmer, at sådan trafikregulering går forud for anden trafikregulering:
§ 4. Trafikanter skal efterkomme de anvisninger for færdslen, som gives ved færdselstavler, afmærkning på kørebane eller cykelsti, signalanlæg eller på anden måde, jf. § 95.
Stk. 2. Trafikanter skal efterkomme de anvisninger for færdslen, som gives af politiet eller andre, som justitsministeren har bemyndiget til at regulere færdslen, jf. § 89. Disse anvisninger skal efterkommes forud for anvisninger i stk. 1.
Vold mod de, der udfører trafikregulering straffes som Vold mod den, der handler i offentlig tjeneste eller hverv, som flere sager om vold mod hjemmeværnsfolk har vist.
Det er ikke tilladt for almindelige trafikanter at regulere trafik, heller ikke som del af et optog, for eksempel som deltagere i motorcykeloptog.